# Lork
Lork (Larix) of lariks, soms larix, is een geslacht van coniferen uit de dennenfamilie (Pinaceae). Het geslacht is het enige algemeen in West-Europa voorkomende geslacht van naaldbomen die in de winter hun naalden laten vallen. De lork komt voor in de koelere gematigde streken op het noordelijk halfrond. De bomen worden zo'n 15-30 m hoog, hebben een open kroon en knobbelige takken. De kleine naaldachtige bladeren zijn in de lente eerst heldergroen, worden dan zachtgroen en in de herfst kleuren ze fel geel-oranje.
In Vlaanderen is de naam lork gebruikelijker, in Nederland is dit lariks.

## Beschrijving
De twijgen kennen twee vormen: de lange loten en de dwergloten. Aan de lange loten van 10-50 cm staan de naalden (bladeren) solitair, aan de dwergloten van 2 tot 5 mm staan ze in dichte bundels van tien tot twintig stuks. 
De mannelijke kegels verschijnen net even eerder dan de bladeren en bestaan uit dichte bundels gelige meeldraden. 
De schubbige vrouwelijke kegels groeien verticaal aan de lange loten. Eerst zijn ze groen, rood of paars van kleur; na bevruchting rijpen ze in ongeveer een halfjaar tot grauwbruine frommelige kegeltjes van 1-5 cm groot.

## Soorten
- geslacht Lork of Lariks (Larix)
  - Euro-Azische lork
    - Europese lork (Larix decidua)
    - Aziatische lork (Larix gmelinii)
      - Larix gmelinii var. gmelinii
      - Larix gmelinii var. japonica
      - Larix gmelinii var. principis-rupprechtii
      - Larix gmelinii var. olgensis

    - Russische lork (Larix sukaczewii)
    - Siberische lork (Larix sibirica)
    - Larix cajanderi
    - Japanse lork (Larix kaempferi)
    - Larix potaninii
      - Chinese lork (Larix potaninii var. chinensis)
      - Australische lork (Larix potaninii var. australis)

    - Larix himalaica
    - Larix mastersiana
    - Larix speciosa
    - Larix griffithii
    - Larix kongboensis

  - Amerikaanse lork
    - Larix laricina
    - Larix lyallii
    - Larix occidentalis

  - Fossiele soort
    - Larix groenlandii †

De Europese lork (Larix decidua) komt van nature voornamelijk voor in de Alpen en de Karpaten, nabij de boomgrens, maar wordt in sommige tuinen en parken ook aangeplant als sierboom. De in de Nederlandse bossen voorkomende lork is meestal een kruising van deze Europese lork met de Japanse lork (Larix kaempferi). De kruising Larix × marschlinsii (synoniem: Larix × eurolepis) groeit bijzonder snel en is dus geschikt voor de bosbouw en als houtleverancier.
De Siberische taiga wordt voor een belangrijk deel beheerst door twee soorten: de Siberische lariks (Larix sibirica) in West-Siberië en de Aziatische lariks (Larix gmelinii) in Oost-Siberië.

## Hout

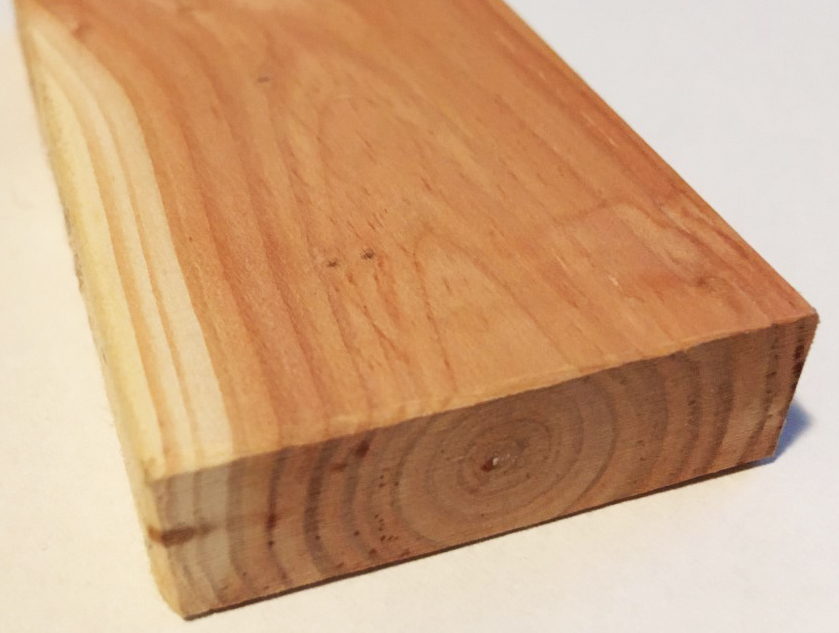
Larikshout

Het hout, lariks, ook lorkenhout genoemd, is relatief duurzaam en sterk. Het is ná taxushout, de duurzaamste Europese naaldhoutsoort. Het kernhout varieert qua kleur van geelbruin, roze-achtig, tot roodachtig-bruin en tekent zich scherp af tegen het geelachtig spinthout. De groeiringen zijn duidelijk gedefinieerd en het hout heeft vaak een vlamtekening op het dosse vlak. Het hout wordt onder andere gebruikt voor omheiningen, als bouwhout (zowel binnen als buiten) en voor scheepsrompen.

## Ziekten
Als in de omgeving van een lork populieren staan, kan hij aangetast worden door de roest Melampsora larici-populina.
... · 
L. decidua (Europese lork) · 
L. gmelinii (Aziatische lariks) · 
L. griffithii · 
L. kaempferi (Japanse lariks) · 
L. olgensis · 
L. sibirica (Siberische lariks) · 
...
... · 
Abies (Zilverspar) · 
Cedrus (Ceder) · 
Larix (Lork) · 
Picea (Spar) · 
Pinus (Den) · 
Pseudotsuga  · 
Tsuga (Hemlockspar) · 
...